# Liljeborgia geminata
Liljeborgia geminata is een vlokreeftensoort uit de familie van de Liljeborgiidae. De wetenschappelijke naam van de soort werd voor het eerst geldig gepubliceerd in 1969 door Jerry Laurens Barnard.